# Pottiales
A Pottiales a lombosmohák törzsének és a valódi lombosmohák osztályának rendje. Világszerte elterjedt nemzetség, 4 család több mint 1600 faja tartozik ide. A rendbe tartozó fajok többsége szárazságtűrő.

## Megjelenésük
A Pottiales rendbe tartozó mohák mind akrokarp, csúcstermő felépítésűek. A száruk többnyire felálló, kissé elágazó. A levelek többnyire tojásdad vagy nyelv alakúak. A levéllemez sejtjei rendszerint lekerekítettek, kerekdedek, gyakran erősen papillázottak. Az levéllemez bazális, a szárhoz közeli sejtjei hosszúkásak, és áttetszőek, víztiszta színűek, nincs bennük klorofill. A levélér általában erősen fejlett.
A spóratok felálló, a kerekded formától a hosszúkás hengeres formáig különböző lehet. 16 peristomium fog található a tok nyílásánál, de ezek hiányozhatnak is.

## Élőhely, elterjedés
A Pottiales rendbe tartozó fajok fénykedvelők, gyakran száraz élőhelyeken élnek. Világszerte elterjedt szárazföldi mohák.

## Rendszertan
A Pottiales rendbe négy család vannak besorolva, ebből alegfajgazdagabb a Pottiaceae család:
- Pottiales rend
  - Pottiaceae család: 1372 faj a világon
  - Calymperaceae család: 206 faj, szinte az egész világon
  - Bryobartramiaceae család: 1 faj
  - Encalyptaceae család: 48 faj

## Fordítás
Ez a szócikk részben vagy egészben  a   Pottiales című német Wikipédia-szócikk ezen változatának fordításán alapul.  Az eredeti cikk szerkesztőit annak laptörténete sorolja fel. Ez a jelzés csupán a megfogalmazás eredetét és a szerzői jogokat jelzi, nem szolgál a cikkben szereplő információk forrásmegjelöléseként.